# Carouge à tête jaune
Xanthocephalus xanthocephalus
Pour les articles homonymes, voir Carouge (oiseau) et Carouge (homonymie).
Genre
Espèce
Statut de conservation UICN

 LC  : Préoccupation mineure
Répartition géographique

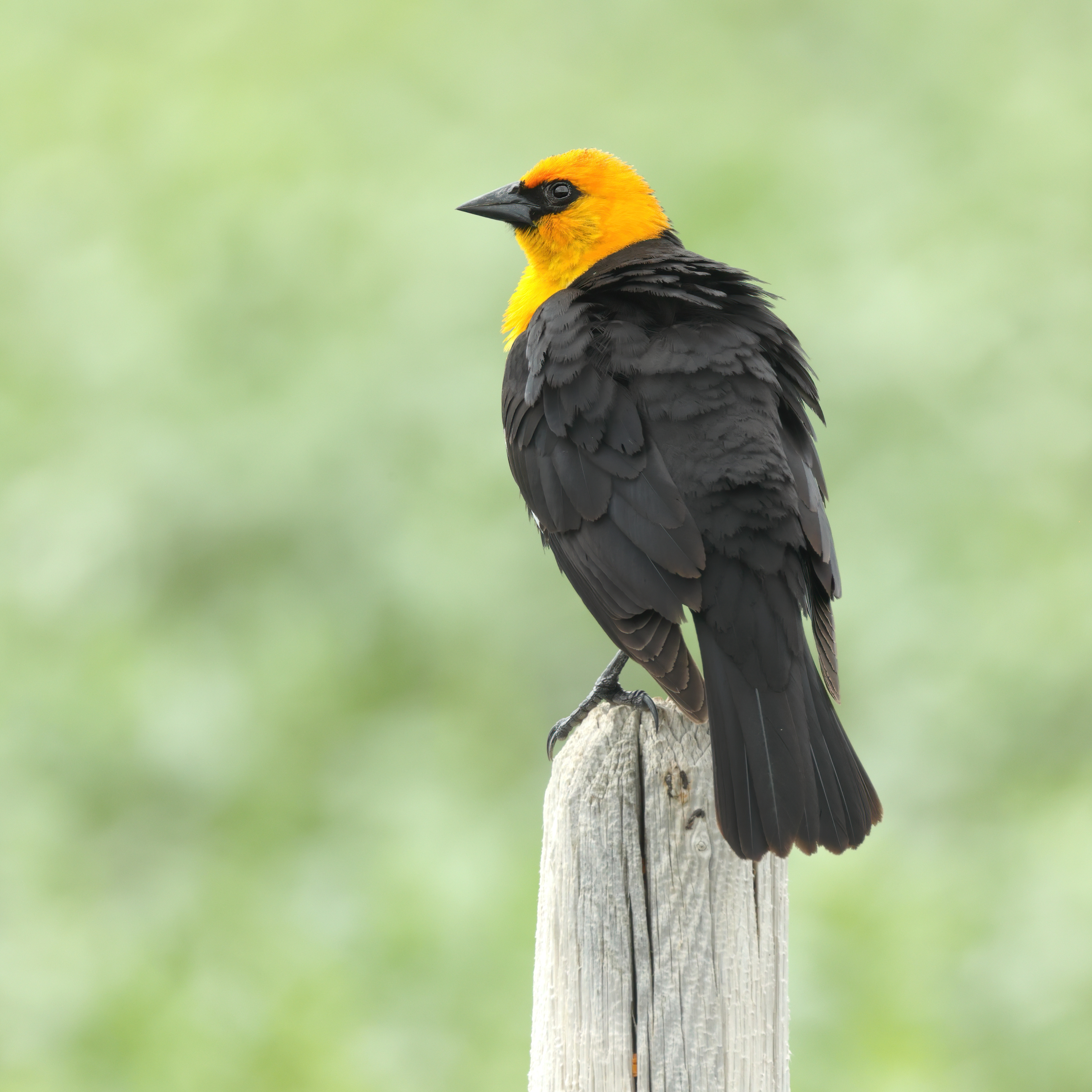
Carouge à tête jaune dans le parc national des Prairies au Canada. Juin 2023.

Le Carouge à tête jaune (Xanthocephalus xanthocephalus) est la seule espèce du genre Xanthocephalus.

## Habitat, répartition, nidification et migrations
Leur habitat de nidification est les massettes (Typha spp.) des marais en Amérique du Nord, principalement à l'ouest des Grands Lacs. Le nid est construit avec la végétation des marais. Ils nichent en colonies, partageant souvent leur habitat en étroite collaboration avec le Carouge à épaulettes (Agelaius phoeniceus). Pendant la saison de nidification et de reproduction, les mâles sont très territoriaux et passent beaucoup de temps perchés sur des tiges de roseaux à se montrer ou chasser les intrus.
Ces oiseaux migrent en hiver vers le sud-ouest des États-Unis et le Mexique. Ils migrent souvent en troupes immenses avec d'autres espèces d'oiseaux. Ces oiseaux noirs ne sont que des résidents permanents aux États-Unis de la vallée de San Joaquin et de la basse vallée de la rivière Colorado en Arizona et en Californie. C'est un vagabond extrêmement rare en Europe occidentale, avec quelques cas soupçonnés de s'être échappés de captivité.